# Carmina Burana (opera)
Carmina Burana je scenska kantata, ki jo je napisal Carl Orff v letih 1935 in 1936.
Odlomke iz pesniške zbirke Carmine Burane je uglasbil Carl Orff v istoimenskem delu za simfonični orkester, zbor in vokalne soliste. Skladbo je podnaslovil v latinščini kot »Cantiones profanae cantoribus et choris cantandae comitantibus instrumentis atque imaginibus magicis« (Posvetne pesmi za pevce in zbore, ki naj jih pojejo skupaj z instrumenti in čudežnimi slikami). Ta oznaka je sicer le redko uporabljena pri omembi skladbe. Praizvedba Orffove Carmine Burane je bila 8. junija 1937 v Frankfurtski operni hiši, verjetno pa je najpopularnejša skladba, ki je nastala v nacistični Nemčiji. Sprva so jo kritiki označili kot »degenerirano« glasbo, režim Tretjega rajha jo je sprejel z navdušenjem in jo izrabljal kot zaščitni znak arijske rase. Najbolj znan je prvi stavek, ki nosi naslov O Fortuna.

## Zgradba
Carmina Burana je razdeljena v 5 glavih delov, ki vsebujejo 25 stavkov. Orff dodaja na koncu vsakega stavka oznako attacca.
Fortuna Imperatrix Mundi ("Fortuna, vladarica sveta")
- I: O Fortuna
- II: Fortune plango vulnera

I – Primo vere ("Spomladi")
- III: Veris leta facies
- IV: Omnia sol temperat
- V: Ecce gratum

Uf dem Anger ("Na travniku", "Na jasi")
- VI: Tanz ("Ples" - instrumental)
- VII: Floret Silva
- VIII: Chramer, gip die varwe mir
- IX:

a) Reie ("Rajanje" – instrumental)
b) Swaz hie gat umbe
c) Chume, chum, geselle min
d) Swaz hie gat umbe (ponovitev)
- X: Were diu werlt alle min

II – In Taberna ("V krčmi")
- XI: Estuans interius
- XII: Olim lacus colueram
- XII: Ego sum abbas
- XIV: In taberna quando sumus

III – Cour d'amours ("Dvorjenje")
- XV: Amor volat undique
- XVI: Dies, nox et omnia
- XVII: Stetit puella
- XVIII: Circa mea pectora
- XIX: Si puer cum puellula
- XX: Veni, veni, venias
- XXI: In trutina
- XXII: Tempus est iocundum
- XXIII: Dulcissime

Blanziflor et Helena ("Blanziflor in Helena (Trojanska)")
- XXIV: Ave formosissima

Fortuna Imperatrix Mundi
- XXV: O Fortuna (ponovitev)

Precejšen del sestave skladbe temelji na ideji vrtenja Fortuninega kolesa (kolesa sreče). Slika kolesa, kakršna se nahaja na prvi strani Codexa Buranusa, vsebuje na zunanji strani kolesa štiri povedi:
"Regnabo (Vladal bom), Regno (Vladam), Regnavi (Vladal sem), Sum sine regno (Sem brez kraljestva)".
Znotraj vsakega prizora, včasih pa že posameznega stavka, se kolo sreče obrne, radost se spremeni v grenkobo, upanje v bridkost. O Fortuna, prva pesem v izdaji Johanna Andreasa Schmellerja, je hkrati tudi zadnja, s čimer naredi okvir zgradbe, "venček" pesmi, ko predstavlja tako otvoritveni kot tudi zaključni prizor.